# Station Saint-Étienne-La Terrasse
Station Saint-Étienne-La Terrasse is een spoorwegstation in de Franse gemeente Saint-Étienne.